# スリー・ビルボード
『スリー・ビルボード』（原題: Three Billboards Outside Ebbing, Missouri、「ミズーリ州エビング郊外の三枚の広告看板」の意）は、2017年にアメリカ合衆国で公開されたドラマ映画。監督は脚本家のマーティン・マクドナー、主演はフランシス・マクドーマンドが務める。
2017年8月に開催された第74回ヴェネツィア国際映画祭のコンペティション部門に出品され、脚本賞を受賞するなど高い評価を得た。また、第90回アカデミー賞では作品賞、脚本賞、作曲賞、編集賞など6部門で計7つ（助演男優賞がWノミネート）のノミネートを受け、フランシス・マクドーマンドが主演女優賞を、サム・ロックウェルが助演男優賞を受賞した。日本でも2018年度キネマ旬報の外国語映画ベスト・テン並びに読者選出ベスト・テン（外国映画）の第1位、毎日映画コンクールの外国映画ベストワン賞など複数の映画賞や映画雑誌の年間ベスト1位に選ばれている。

## ストーリー
舞台は架空の田舎町であるミズーリ州エビング。 アンジェラ・ヘイズというティーンエイジャーの少女がレイプされた後に焼かれて殺害されるという凄惨な事件が発生した。それから7ヶ月が経過した後も、母親のミルドレッド・ヘイズは娘を奪われた悲しみから立ち直れずにいた。やがてミルドレッドは犯人の手掛かりを何一つ発見できない警察に不信感を抱くようになり、殺害現場の近くの道路沿いに立つ3枚の広告板（スリー・ビルボード）を借り受け、そこに「娘はレイプされて焼き殺された」「未だに犯人が捕まらない」「どうして、ウィロビー署長？」というメッセージを張り出した。
ウィロビー署長を敬愛してきたエビングの住民たちや、ミルドレッドの息子のロビーは、この行動に戸惑った。なかでもレイシストである警官のジェイソン・ディクソンは怒りを露わにした。広告板の設置が原因で、ミルドレッドとロビーは住民たちから嫌がらせを受けることとなったが、ミルドレッドはそれを意に介さない。
ウィロビーは、ミルドレッドの苦境に同情的ではあったが、それでもなお広告板の設置は自身への不当な人格攻撃だと考えていた。ミルドレッドに自分は膵臓癌の末期症状であり余命少ないことを告白するが、彼女はそれを既に知った上で広告板を設置したと返答する。
一方、ディクソンはミルドレッドの行動を警察官である自分への敬意を著しく欠いた振る舞いであると見なしていたため、何としてでも屈服させてやると決意し、ミルドレッドに広告板を貸した広告会社社長のレッドを脅迫した。その後、ミルドレッドの友人であるデニースにマリファナ所持容疑をでっち上げて逮捕し、しかも保釈にも応じなかった。ミルドレッドの元夫であるチャーリーは粗野な人物であったが、そんな彼ですらも広告板の設置が引き起こすであろう事態を恐れていた。彼はミルドレッドに「アンジェラが殺される1週間前、あいつは俺と一緒に暮らしたいと言ってきたんだ」と語るのだった。
一見強気なミルドレッドだったが、彼女も自責の念を抱えていた。実は事件当日、アンジェラは友人らと遊びに出かけるのに車を貸して欲しいと頼んだが、娘の素行の悪さに頭を悩ませていたミルドレッドはそれを断った。やがて激しい口論となり、「暗い夜道を歩いてレイプされたらどうするの？」と言うアンジェラに「レイプされればいい」と返答してしまった。
ミルドレッドは歯の治療に行くと、その歯医者はウィロビーと親しい友人だったため歯科ドリルを手に彼女を脅すが、逆にミルドレッドはドリルを奪い、歯医者の指に穴をあける。ウィロビーはミルドレッドの元を訪れ尋問することになったが、「何もしていない」の一点張りだった。尋問中、ウィロビーは突然吐血し、そのまま病院へと搬送されていった。自分の死期が近いと悟ったウィロビーは、退院後に妻と2人の娘と過ごす1日を設け、楽しい思い出を作った後、遺書を残して銃で自殺する。
ウィロビーの死が町中に知れ渡ると、「ミルドレッドが広告板を設置しなければ、署長はもっと長生きしていたはずだ」という風評が流れ、彼女たちは一層陰湿な嫌がらせを受けるようになった。ついには、ミルドレッドが働く店で見知らぬ男性客から脅迫されるに至った。また、ディクソンはレッドが経営する広告代理店に押し入り、レッドとそのアシスタントを暴行し、レッドを2階の窓から突き落とした。一連の暴挙はウィロビーの後任であるアバークロンビー署長に目撃されており、アバークロンビーはディクソンを直ちに解雇した。その夜、ミルドレッドとロビーは帰宅中に3枚の広告板が燃え上がっているのを目撃した。2人は懸命に消火活動に当たったが、広告はほとんど燃え尽きてしまった。
警察署ではディクソンはウィロビーから届いた最期の手紙を読んでいた。そこには「お前が犯罪捜査の第一線で活躍したいと願っていると知ってから、何とか助けになってやりたいと思っていた。しかし、病のためにそれも叶わなくなってしまった。お前の欠点はすぐにキレることだ。警察官に最も必要なのは愛だ。そうすれば、もっと良い警察官になれる。ゲイだとバカにする奴がいたら、同性愛差別で逮捕しろ。」と書いてあった。改心したディクソンはアンジェラの事件の捜査に本気で取り組もうと決意する。
広告板は警察に放火されたと考えたミルドレッドは報復のため火炎瓶で警察署に放火した。音楽を聴きながらウィロビーの手紙を読んでいたディクソンは放火に気が付かず逃げ遅れたが、大火傷を負いながらもアンジェラの事件の資料が燃えるのを守った。偶然その場を通りすがったミルドレッドの友人のジェームズはディクソンを救助し、警察にはミルドレッドが放火犯だと察しつつも「彼女は自分と一緒にいた、火事とは関係ない」と証言した。
大火傷を負ったディクソンが入院すると自分が暴行したレッドと同室だった。ディクソンは顔が包帯で隠れていたため当初は気づかれなかったのだが、レッドの優しい対応を受けるうちに涙を流し、「窓から突き落として悪かった」と謝罪した。レッドは相手がディクソンだと気づき驚きはしたが、糾弾することなくオレンジジュースを差し出した。
一方、ミルドレッドのもとにはウィロビーからの最期の手紙が届いていた。内容は「自分が自殺するのと広告板は関係ない。君の気持ちはわかるが、警察にもどうしようもない事件というのは存在する。憎しみだけで生きないでほしい。」というものだった。更に彼は広告板の維持費として彼女に5000ドルを贈っていた。焼けた広告板は予備の張り紙を使用することで再掲され、ウィロビーが死んでも広告のメッセージは変更しなかった。放火の際に助けられたジェームズに恩義を感じていたミルドレッドは彼と食事に行くが、同じレストランに元夫のチャーリーが現れる。ジェームズが席を外している間にチャーリーは、広告板は酔った勢いで自分が燃やしてしまったと告白する。チャーリーに憤慨するミルドレッドはジェームズに八つ当たりのような接し方となってしまい、ジェームズは「俺は苦しんでる君を支えたかっただけなのに」と帰ってしまった。ジェームズを傷つけてしまったミルドレッドはワイン瓶を手にチャーリーのいる席に足を運ぶが、暴力を振るうこともなく、その場を去った。
退院したディクソンがバーで酒を飲んでいると後ろの席で男たちが話していた。その一人は、以前ミルドレッドの店に現れ恐喝した男だった。会話の内容は9か月前に女性をレイプして焼き殺したことを自慢気に語るものだった。アンジェラを殺した真犯人だと確信したディクソンは、車のナンバーから住所がアイダホ州であることを確認すると、ひどい暴行を受けながらも相手の皮膚を爪でかきむしり、DNAを採取することに成功した。
ディクソンはミルドレッドに男のことを話し、二人は和解した。ところが、アバークロンビー署長は、ディクソンにDNA鑑定の結果は一致せず、さらにその男はアンジェラが殺された時期には軍の任務でアメリカ国外にいたと告げる。ディクソンとミルドレッドは落胆するが、ディクソンはその男は事件と関係がなくても、レイプ犯であることは間違いないためアイダホに行くと言うと、ミルドレッドも同行することを決意する。ミルドレッドは息子に、ディクソンは母親に別れを告げ、アイダホへ向かう。ミルドレッドが「警察署をやったのは私」と告白すると、驚きもせず「あんた以外に誰がやる？」とあっさり返され、ミルドレッドは笑う。道中、男を殺すことについてどう思うかについて「道々、決めればいい」と語る。（台詞は伊東美和子の日本語字幕による）

## キャスト
ミルドレッド・ヘイズ
演 - フランシス・マクドーマンド、日本語吹替 - 塩田朋子
レイプ殺人事件の被害者アンジェラの母親。一向に捜査が進まないことに憤慨し、3枚の広告看板に警察を批判するメッセージを出したことで、警察や住民の反感を買う。自分の意思を反対する者にはどんな行動をとることも辞さないが、亡くなる前の娘に対する言動を後悔している。映画後半にて酔ったチャーリーにより看板を燃やされる。だが、警察が看板を燃やしたと勘違いし、復讐に警察署に火炎瓶を投げ込み、署内にいたディクソンに大やけどを負わせる。
ビル・ウィロビー署長
演 - ウディ・ハレルソン、日本語吹替 - 大滝寛
エビング警察の署長。レイプ殺人事件の捜査がなかなか進まないため、看板で名指しで批判されてしまう。誠実で人情深く、町の住民や仕事仲間に尊敬されている。実は末期の膵臓癌を患っており余命いくばくもなく、映画中盤で自殺する。心の奥ではミルドレッドの看板を名案と評し、1ヶ月分の看板設置代金を立て替えていたことがミルドレッドへの手紙で明らかになる。
ジェイソン・ディクソン巡査
演 - サム・ロックウェル、日本語吹替 - 加瀬康之
警察学校を6年かけて卒業したキャリア3年目のエビング警察の警官。35歳。レイシストで暴力的で威圧的。ある秘密を持つが周囲に理解されず苦悩する。昇進試験は全て落選。父は故人で、自身と同じレイシストの母に何でも相談し現在まで二人暮らし。ウィロビーを異常に慕う。映画中盤でとんでもない暴挙を行うが、ウィロビーの手紙から次第に改心する。
アン・ウィロビー
演 - アビー・コーニッシュ、日本語吹替 - 佐古真弓
ビルの妻。夫婦仲は良好で、オスカー・ワイルドの言葉を引用するなど聡明。
チャーリー
演 - ジョン・ホークス、日本語吹替 - 隈本吉成
ミルドレッドの元DV夫。現在は、19歳の少女と交際している。
ジェームズ
演 - ピーター・ディンクレイジ、日本語吹替 - 内田直哉
ミルドレッドの友人。彼女に密かな恋心を抱いてる。
レッド・ウェルビー
演 - ケイレブ・ランドリー・ジョーンズ、日本語吹替 - 佐藤せつじ
ミルドレッドに広告板を貸した広告代理店の経営者。映画中盤でディクソンに暴力を振るわれ、大けがを負った。
パメラ
演 - ケリー・コンドン、日本語吹替 - 清水はる香
レッドが経営する広告代理店の事務員。
ジェローム演 - ダレル・ブリット＝ギブソン、日本語吹替 - 佐々木拓真
広告看板の制作者。
ロビー・ヘイズ
演 - ルーカス・ヘッジズ、日本語吹替 - 高坂宙
ミルドレッドの息子。ミルドレッドのやり方に反発する。
セドリック巡査部長
演 - ジェリコ・イヴァネク、日本語吹替 - 隈本吉成
ウィロビーやディクソンの同僚。中盤、ウィロビーの手紙をディクソンに渡す手引きをする。
デニース
演 - アマンダ・ウォーレン
ミルドレッドの友人で職場の同僚。ミルドレッドの捜査妨害の対抗のため警察に逮捕されてしまう。
アンジェラ・ヘイズ
演 - キャスリン・ニュートン、日本語吹替 - 永宝千晶
ミルドレッドの娘。レイプ殺人事件の被害者。
ペネロープ
演 - サマラ・ウィーヴィング、日本語吹替 - 永宝千晶
チャーリーの現在の交際相手。19歳。動物関係の仕事をしている。
アバークロンビー
演 - クラーク・ピータース、日本語吹替 - 竹田雅則
自殺したウィロビーの後任署長。
ディクソンの母
演 - サンディ・マーティン
ディクソンの母親で、ディクソンと同居している。夫は事故で死別し、ディクソンを女手一つで育てた。レイシスト。
ガブリエラ
演 - マラヤ・リヴェラ・ドリュー、日本語吹替 - 池田朋子
ニュース番組のレポーターで、看板の前でミルドレッドにインタビューする。

## 製作
2015年9月、『ガーディアン』によるインタビューの中で、マーティン・マクドナーはフランシス・マクドーマンドを主演とした映画を製作する意向を明かした。
2016年2月9日には、フォックス・サーチライト・ピクチャーズとフィルム4・プロダクションズが本作に出資するとの報道があった。3月9日には、ウディ・ハレルソンとサム・ロックウェルが本作に出演すると報じられた。15日には、アビー・コーニッシュとケイレブ・ランドリー・ジョーンズの出演が決まった。4月7日には、ピーター・ディンクレイジ、ジョン・ホークス、ルーカス・ヘッジズの出演が決まった。6月13日には、キャスリン・ニュートンが本作に出演するとの報道があった。

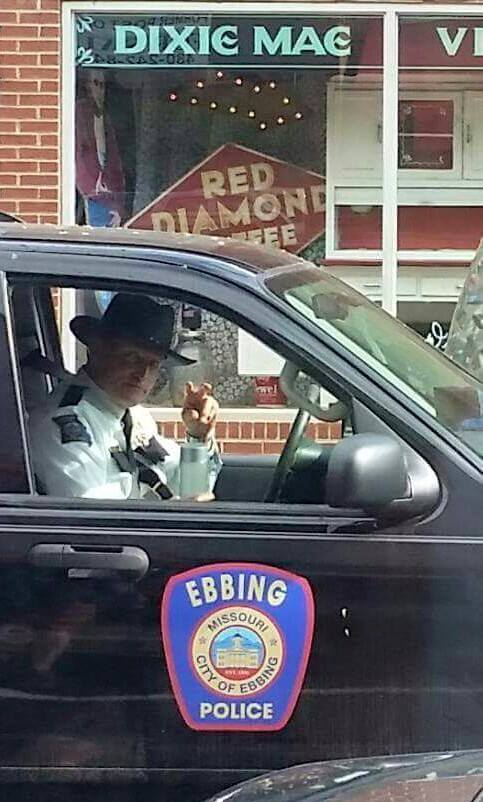
撮影中のハレルソン

2016年5月3日、本作の主要撮影がノースカロライナ州シルヴァで始まった。

## 公開
本作は2017年9月に開催された第74回ヴェネツィア国際映画祭と第42回トロント国際映画祭で上映され、10月に開催されたロンドン映画祭ではクロージング作品として上映された。

### 日本での公開
2017年11月に第30回東京国際映画祭の特別招待作品として上映され、2018年2月1日に全国公開。
海外版ポスターでは3枚の看板は裏を向いているが、日本版ポスターではより看板を強調するために文字が見える表側になっており、その上で一番左の看板の文字が英語圏ではネタバレにあたるため霧で隠されている。

## 評価
本作は批評家から絶賛されている。特に、被害者の母親を演じたフランシス・マクドーマンドと、人種差別主義の警官を演じたサム・ロックウェルの演技が絶賛された。映画批評集積サイトのRotten Tomatoesには221件のレビューがあり、批評家支持率は93%、平均点は10点満点で8.6点となっている。サイト側による批評家の見解の要約は「『スリー・ビルボード』はブラックコメディであることと凄惨なドラマであることを見事に両立させている。また、ベテラン俳優たちから記憶に残る演技を引き出している。」となっている。また、Metacriticには47件のレビューがあり、加重平均値は87/100となっている。なお、本作のCinemaScoreはA-となっている。
本作は第42回トロント国際映画祭で最高賞となる観客賞を受賞した。